# Aloe perfectior
Aloe perfectior é uma espécie de liliopsida do gênero Aloe, pertencente à família Asphodelaceae.